# São Francisco FC (Rio Branco)
São Francisco FC is een Braziliaanse voetbalclub uit Rio Branco in de staat Acre

## Geschiedenis
De club werd opgericht in 1967 en speelt in de schaduw van de succesvollere stadsrivalen. In 1977 werd de club kampioen in de tweede klasse en promoveerde zo naar de hoogste klasse, waar ze speelden tot 1988 alvorens terug een amateurclub te worden. De club keerde terug naar het profvoetbal van 2006 tot 2009 en de volgende jaren trad de club afwisselend aan in de tweede klasse. In 2017 promoveerde de club terug naar de hoogste klasse. 
Door een tweede plaats in 2022 kwalificeerde de club zich voor het eerst voor de Copa do Brasil en de nationale Série D. 